# Nuklearna elektrana Grohnde
Nuklearna elektrana Grohnde je nuklearna elektrana u općini Hamelin-Pyrmont, u njemačkoj saveznoj pokrajini Donja Saska. Ima jedan nuklearni reaktor snage 1 430 MW, s 193 nuklearna gorivna elementa, a koristi kao nuklearno gorivo i obogaćeni uranij i MOX gorivo (koristi plutonij iz nuklearnog oružja). U godinama 1985., 1986., 1987., 1989., 1990. i 1998. nuklearni reaktor je proizvodio najviše električne energije u svijetu od svih reaktora. Nuklearni reaktor je tlačni reaktor PWR koji ima 4 rashladna sustava, koji se nalaze pod visokim tlakom. U krugu od 10 kilometara oko Nuklearne elektrane Grohnde živi oko 80 000 stanovnika. Najbliži gradovi u okolici su Hannover (50 km udaljen), Hildesheim (35 km), Paderborn (55 km) i Bielefeld (60 km). Nuklearna elektrana Grohnde koristi rashladnu vodu iz rijeke Weser.

## Njemačka odluka o prijevremenom zatvaranju svih nuklearki do 2022.
Njemačka je vlada 30. svibnja 2011. objavila svoju odluku o zatvaranju svih 17 nuklearnih elektrana do 2022. Ista je vlada odmah nakon nesreće u nuklearnoj elektrani Fukushima I zatvorila, tada privremeno, 7 najstarijih nuklearki koje su po dizajnu slične Nuklearnoj elektrani Fukushimi Daiichi (kipući reaktor). Trenutno je obustavljena i osma nuklearka, a najkasnije do 2021. plan je zatvoriti narednih 6 te zadnje 3 godinu poslije. 
Službenu izjavu o zatvaranju prati i najava velikih promjena u njemačkom elektroenergetskom sustavu, smanjivanje potrošnje električne energije za 10 % i jasno još veće oslanjanje na obnovljive izvore energije u iznosu od 35 % do 2022. Premda je ovo više nego tehnički izazovno, jer Njemačka već vrlo racionalno troši električnu energiju i ima natprosječno veliki udio korištenja varijabilne i slabo predvidive energije vjetra i Sunca, to je vjerojatno moguće izvesti, ali ostaje za vidjeti uz koju cijenu. Ne samo da će ovime Njemačka imati značajno skuplju električnu energiju, nego je vrlo izvjesno da će trebati uvoziti značajne količine električne energije iz nuklearki u Francuskoj, elektrana na ugljen iz Poljske ili će sama morati graditi dodatne fosilne izvore (time se dakle ponašati upravo suprotno kako svojoj antinuklearnoj orijentaciji, tako i nastojanju da se smanji emisija stakleničkih plinova). Jasno je da će time utjecati i na porast cijene električne energije u regiji. Austrija i Italija su poznate nenuklearne zemlje koje uvoze električnu energiju proizvedenu u nuklearkama susjednih zemalja. Njemački planovi da smanji 40 % emisije CO2 do 2020. ovime za jedne izgledaju realniji, a za druge posve neostvarivi. 
Nuklearne elektrane su 2010. proizvele 22 %električne energije u Njemačkoj, a obnovljivi izvori energije 17% (ostalo su fosilni izvori s dominacijom ugljena). Dodatno povećanje udjela obnovljivih izvora energije na 35% se planira korištenjem energije vjetra, Sunca, hidroenergije, geotermalne energije i biomase iz otpada. Problem za sebe, ekonomski i tehnički, predstavlja činjenica da je većina vjetroelektrana na sjeveru, a industrija i nuklearke na jugu.

### Antinuklearni prosvjedi
Dana 14. ožujka 2011. je nekoliko desetaka tisuća ljudi formiralo ljudski lanac između Nuklearne elektrane Neckarwestheim i Stuttgarta, na prosvjedu kojim su pozivali na zatvaranje te elektrane. Više od 100 000 ljudi sudjelovalo je u antinuklearnim prosvjedima, kojima su pozivali na zatvaranje nuklearnih centrala zbog dramatičnih zbivanja u Japanu, u više od 450 gradova. Prosvjednici smatraju da nijedna od 17 nuklearnih elektrana u Njemačkoj ne bi trebala dobiti radnu dozvolu zbog sigurnosti.

## Slike
- Nuklearna elektrana Grohnde koristi rashladnu vodu iz rijeke Weser. Selo Grohnde se vidi na desnoj strani slike.
- U krugu od 10 kilometara oko Nuklearne elektrane Grohnde živi oko 80 000 stanovnika. Na poljima žute boje uzgaja se uljana repica.
- Dva rashladna tornja u Nuklearnoj elektrani Grohnde.
- Antinuklearni prosvjedi ispred Nuklearne elektrane Grohnde.